# Драган Холцер
Драган Холцер (19. јануар 1945 — 23. септембар 2015) бивши је југословенски фудбалер.
Рођен је у бараци једног немачког логора недалеко од Дрездена и Пирна. Отац Мариборчанин погинуо је у партизанима, а бременита мајка Нишлијка нашла се у логору. По завршетку рата са мајком се враћа у Ниш.
Као дечак тренирао је рукомет, а сасвим случајно је почео да игра фудбал. Чуо је да се на игралишту Радничког окупља тридесетак омладинаца које треба да испробају ради пријема у клуб. Пошао је и он само да види то „ чудо“, а на крају је био један од двојице примљених.
За прву екипу заиграо је као 18-годишњак, на месту десног крила, у првенству 1963/64. године, на утакмици против Сарајева (1:2) у Сарајеву, на којој је постигао једини гол за свој тим.
У дресу Радничког Холцер је одиграо 173 утакмице и стигао до репрезентације. Потом 1967. године, прелази у Хајдук из Сплита. Његов трансфер у Хајдук узбуркао је фудбалске воде. Био је миљеник Сплићана (1967—1975). После легендарног Вукаса, други је играч у историји Хајдука, који је носио капитенску траку, а да није био Сплићанин.
У тиму Хајдука одиграо је 419 утакмица (од тога 311 првенствених) и постигао девет голова. Са Хајдуком осваја две титуле првака (1970/71 и 1973/74) и два Купа (1972. и 1973).
Као интернационалац играо је у немачком Штутгарту (1975—81), за који је у шестогодишњој каријери у великој форми одигао је 172 првенствене утакмице и постао један од најбољих играча овог клуба. Каријеру је завршио у Шалкеу 1982. године.
У периоду од девет година, одиграо је 52 утакмице за репрезентацију Југославије. Дебитовао је 19. септембра 1965. против Луксембурга (5.2) у Луксембургу. Последњу утакмицу у репрезентацији одиграо је 17. априла 1974. против Совјетског Савеза (0:1) у Зеници.
Преминуо је после дуже и тешке болести у Сплиту, 23. септембра 2015, у 71. години живота.